# جربة آل حيمدان (شبام)
'

تعديل مصدري - تعديل

جربة ال حيمدان هي إحدى قرى عزلة شبام بمديرية شبام التابعة لمحافظة حضرموت، بلغ تعداد سكانها 145 نسمة حسب تعداد اليمن لعام 2004.